# Manuel Manahan

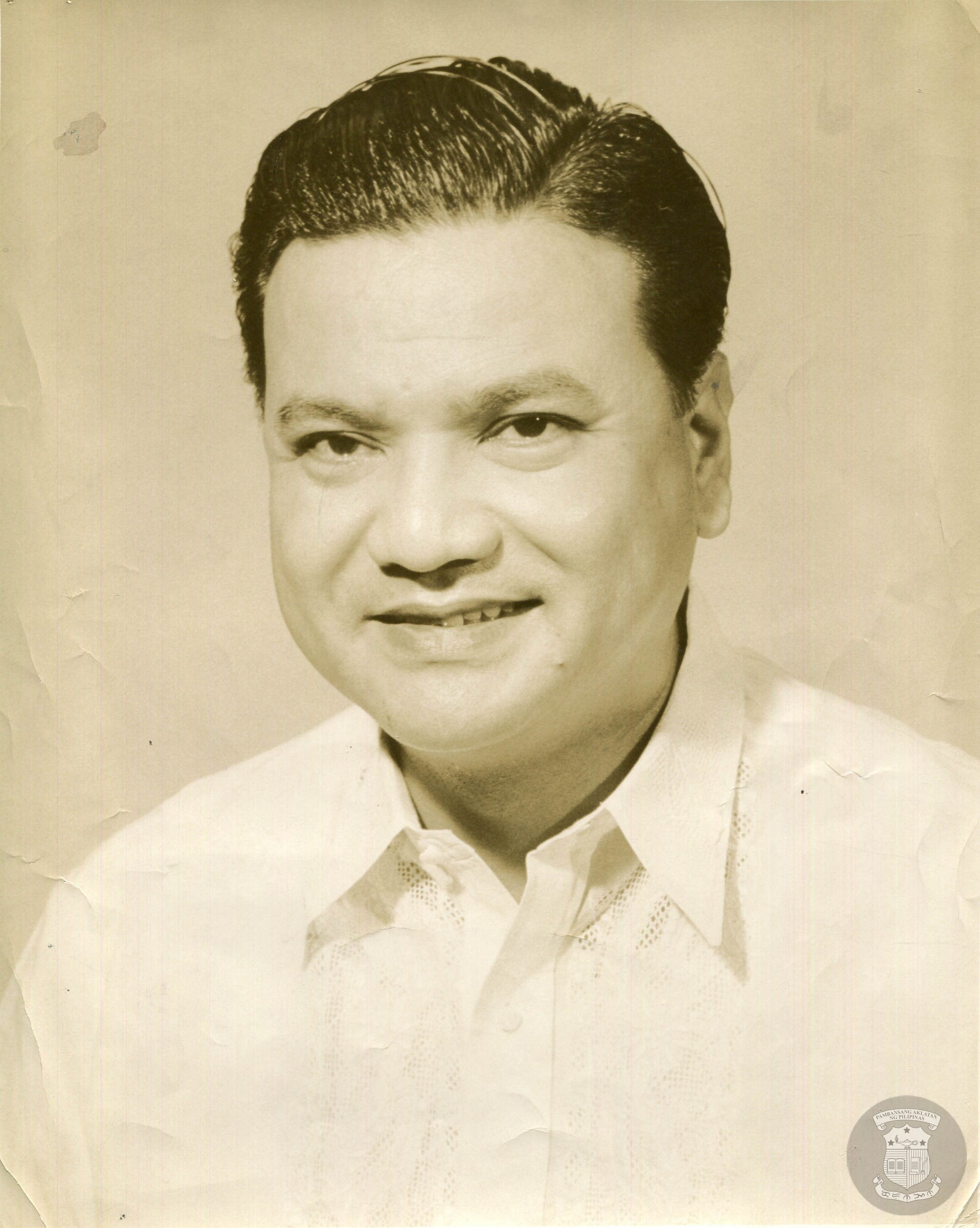
Manuel Manahan

Manuel Perez Manahan (* 1. Januar 1916 in Manila; † 18. Mai 1994 in Caba, La Union) war ein philippinischer Journalist, Manager und Politiker, der unter anderem 1957 für das Amt des Präsidenten der Philippinen kandidierte sowie zwischen 1961 und 1967 Mitglied des Senats war. 1965 war er zudem Kandidat für das Amt des Vizepräsidenten.

## Leben

### Zweiter Weltkrieg, Journalist und Regierungsbeamter
Manuel Perez Manahan, Sohn von Juan Manahan und Cleotilde Perez, begann nach dem Besuch der High School 1933 ein grundständiges Studium an der Ateneo de Manila University, das er 1937 mit einem Bachelor of Arts (B.A.) beendete. Im Anschluss war er Gründer der Philippine Standard Products Company und nahm am Zweiten Weltkrieg teil, in dessen Verlauf er während der Schlacht um die Philippinen (8. Dezember 1941 bis 9. Mai 1942) in japanische Kriegsgefangenschaft geriet. Nach der Rückeroberung der Philippinen ab dem 20. Oktober 1944 durch die United States Army im Rahmen des Pazifikkrieges und seiner Befreiung aus dem Fort Santiago war er als Journalist für die Untergrundbewegung tätig. Während der Konferenz von San Francisco vom 25. April bis zum 26. Juni 1945 zur Erarbeitung der Charta der Vereinten Nationen war er als Vertreter der philippinischen Presse akkreditiert und später als Verleger unter anderem Herausgeber der Tageszeitungen News Bagong Buhay und Voz de Manila. 
1954 wurde Manahan von Präsident Ramon Magsaysay zum Vorsitzenden der neu eingerichteten Präsidialen Beschwerde- und Handlungskommission PCAC (Presidential Complaints and Action Commission). Im Kabinett Magsaysay fungierte er zudem als Leiter des Präsidialamtes und führte in diesen Funktionen zahlreiche Reformen und Verbesserungen in der Zollbehörde (Bureau of Customs), der Finanzbehörde (Bureau of Internal Revenue), der Nationalen Kriminalpolizeibehörde (National Bureau of Investigation), der Kraftfahrzeugbehörde (Motors Vehicles Office) sowie anderen wichtigen Regierungsbehörden durch. Er spielte zudem eine maßgebliche Rolle bei den Geheimverhandlungen zur Aufgabe der kommunistischen Widerstandsbewegung Hukbalahap und dessen Anführer Luis Taruc am 17. Mai 1954. Er war darüber hinaus selbst Leiter der Zollbehörde (Commissioner of Customs) und es gelang ihm, wichtige Reformen in einer der am stärksten von Korruption betroffenen Behörden der Regierung einzuleiten. Für seine bemerkenswerte Leistung im öffentlichen Dienst wurde er 1955 von der Philippine Free Press als „Mann des Jahres“ ausgezeichnet.

### Präsidentschaftskandidatur und Senator
Nach dem Tode von Präsident Magsaysay am 17. März 1957 gründete Manuel Manahan gemeinsam mit Raul Manglapus die Mitte-links-orientierte Progressive Party of the Philippines (PPP) und kandidierte für diese bei den Präsidentschaftswahlen am 12. November 1957 für das Amt des Staatspräsidenten. Mit 1.049.420 Stimmen (20,9 Prozent) belegte er nach Carlos P. Garcia von der Nacionalista Party (2.072.257 Stimmen, 41,28 Prozent) und José Yulo von der Liberal Party (1.386.829 Stimmen, 27,62 Prozent) belegte er jedoch zusammen mit Vicente Araneta als Running Mate für das Vizepräsidenten nur den dritten Platz. Bei den Senatswahlen am 10. November 1959 kandidierte er erstmals für ein Mandat im Senat, belegte unter 32 Kandidaten mit 1.512.512 Wählerstimmen (23,7 Prozent) jedoch lediglich den 13. Platz bei acht zu vergebenden Sitzen und verpasste somit den Einzug in den Senat.
Bei den darauf folgenden Senatswahlen am 14. November 1961 bewarb sich Manahan für die Progressive Party erneut für einen Sitz im Senat und belegte mit 3.088.040 Stimmen (45,8 Prozent) nach Raul Manglapus den zweiten Platz für die acht zu vergebenden Sitze. Er wurde daraufhin Mitglied des Senats und gehörte diesem bis zum 31. Dezember 1967 an. Während seiner Senatszugehörigkeit war er unter anderem Vorsitzender des Ausschusses für Banken, Gesellschaft und Franchiseunternehmen (Comittee on Banks, Corporations and Franchises), des Ausschusses für Wissenschaftsverwaltung (Committee on Scientific Management), des Ausschusses für Nationale Verteidigung und Sicherheit (Committee on National Defense and Security), des Ausschusses für kulturelle Minderheiten (Committee on Cultural Minorities) sowie des Ausschusses für Provinz- und Gemeindeverwaltung sowie Städte (Committee on Provincial and Municipal Governments and Cities). Er war ferner Mitglied der Kommission für Ernennungen (Commission on Appointments) und arbeitete gemeinsam mit Manglapus an einem Gesetzesentwurf für Dezentralisierung.

### Kandidatur für das Amt des Vizepräsidenten und Rückzug aus der Politik
Als Running Mate von Manglapus bewarb sich Manuel Manahan bei den Präsidentschaftswahlen am 9. November 1965 für das Amt des Vizepräsidenten, landete aber mit 247.426 Stimmen (3,4 Prozent) nach dem zum Vizepräsidenten gewählten Fernando López (3.531.550 Stimmen, 48,48 Prozent) und dem Zweitplatzierten Gerardo Roxas (3.504.826 Stimmen, 48,11 Prozent) abgeschlagen auf dem dritten Platz.
Nach seinem Ausscheiden aus dem Senat im Jahr 1967 war Manahan Vorsitzender der Genossenschaftsstiftung der Philippinen (Cooperative Foundation of the Philippines) und der Bewegung für den Wiederaufbau des ländlichen Raums (Philippine Rural Reconstruction Movement) sowie kurzzeitig Präsident der Compañía General de Tabacos de Filipinas, des ältesten privaten Tabakunternehmens der Philippinen. Vor der Verhängung des Kriegsrechts am 21. September 1972 war er Geschäftsführender Vizepräsident der Manila Times Publishing Corporation sowie zuletzt Vorstandsvorsitzender des College Assurance Plan und der CAP Pension Corporation. Sein Großneffe ist der US-amerikanische demokratische Politiker Joey Manahan, der unter anderem zwischen 2007 und 2013 Mitglied sowie von 2011 bis 2013 Vize-Sprecher des Repräsentantenhauses von Hawaii war.